# Celio (azienda)
Celio è una marca di moda prêt-à-porter maschile francese, a diffusione internazionale.

## Storia
È stata fondata da Maurice Grosman nel 1985, e in seguito sviluppata dai suoi due figli: Marc e Laurent Grosman. Il nome deriva dalla madre dei due giovani Grosman, Celine; inizialmente il padre dei due fondatori aveva lanciato una linea di moda anche per donna.
Da aprile 2024 è lo sponsor tecnico del tennista francese Adrian Mannarino.